# Відносини Вірменія — НАТО
Вірменія та Організація Північноатлантичного договору підтримують офіційні відносини з 1992 року, коли Вірменія приєдналася до Ради північноатлантичного співробітництва. У 1997 році її змінила Рада євроатлантичного партнерства (РЄАП), яка об’єднує союзників по НАТО та країн-партнерів з євроатлантичного регіону. Вірменія офіційно встановила двосторонні відносини з НАТО у 1994 році, коли стала членом програми НАТО «Партнерство заради миру» (ПЗМ). У 2002 році Вірменія стала асоційованим членом Парламентської асамблеї НАТО.

## Історія

Члени і партнери НАТО в Європі
Члени НАТО
План дій щодо членства
Індивідуальний партнерский план
Партнерство заради миру

Вірменія відновила незалежність від Радянського Союзу в 1991 році. Відтоді Вірменія продовжує розвивати тісніші євроатлантичні зв’язки з державами-членами НАТО. Вірменія приєдналася до Ради євроатлантичного партнерства, а 5 жовтня 1994 року Вірменія стала членом програми «Партнерство заради миру». У 2004 році Вірменія заснувала дипломатичне представництво при НАТО в Брюсселі, Бельгія.
Вірменія організовує щорічний «Тиждень НАТО», який підвищує обізнаність про взаємодію країни з НАТО. У 2007 році в Єревані відкрився Інформаційний центр НАТО.
Вірменська атлантична асоціація, створена у 2001 році, прагне сприяти розвитку відносин Вірменії та НАТО. Вона є повноправним членом Асоціації Атлантичного договору.

## Співпраця

### Індивідуальний план дій партнерства
16 грудня 2005 року Вірменія підписала Індивідуальний план дій партнерства (IPAP) з НАТО. IPAP – це плани, розроблені між НАТО та різними країнами, які окреслюють цілі та комунікаційні рамки для діалогу та співпраці між обома сторонами. У рамках Індивідуального плану дій партнерства Вірменії Вірменія та НАТО співпрацюють у сфері оборони, покращуючи демократичні стандарти та верховенство права, а також боротися з корупцією.

### Євроатлантичний координаційний центр реагування на катастрофи
Вірменія співпрацює з Євроатлантичним координаційним центром реагування на катастрофи (EADRCC). НАТО та Вірменія спільно створили Національний центр управління кризовими ситуаціями в Єревані. У період з 11 по 16 вересня 2010 р. у співпраці з Євроатлантичним координаційним центром реагування на катастрофи Вірменія провела навчання EADRCC «Вірменія 2010» з надзвичайних ситуацій поблизу Єревана, які були одними з найбільших заходів НАТО з реагування на катастрофи. Вірменські рятувальні групи активно беруть участь у діяльності EADRCC та беруть участь у різноманітних навчаннях з надзвичайних ситуацій.

### Наука заради миру та безпеки
З 1993 року Вірменія бере участь у програмі НАТО «Наука заради миру та безпеки » (SPS). Сфери співпраці включають захист від хімічних, біологічних та ядерних агентів, боротьбу з тероризмом та кібервійну.

## Операції з підтримання миру
Вірменія бере участь у деяких миротворчих операціях НАТО, зокрема:

### Афганістан
У лютому 2010 року Вірменія розмістила близько 130 солдатів в Афганістані у складі Міжнародних сил сприяння безпеці під керівництвом НАТО (ISAF). Вони служили під німецьким командуванням, захищаючи аеропорт у Кундузі.

### Ірак
Після закінчення вторгнення в Ірак Вірменія розгорнула підрозділ із 46 миротворців під польським командуванням. Вірменські миротворці базувалися в Аль-Куті, 100 км (62 миля) від столиці Багдада . 

### Косово
З 2004 року Вірменія активно бере участь у проведенні НАТО операції в Косово і наразі розгортає близько 70 миротворців у складі Збройних сил НАТО в Косово.

## Потенційне членство
Вірменія навряд чи вступить до НАТО, оскільки її політика часто зближує її з Російською Федерацією, і вона залишається членом Організації Договору про колективну безпеку (ОДКБ), альтернативного військового альянсу, очолюваного Російською Федерацією.
Однак низка політиків і політичних партій закликали уряд Вірменії вийти з членства Вірменії в Організації Договору про колективну безпеку і або прагнути повноправного членства в НАТО, або стати головним союзником, що не є членом НАТО. Наприклад, Європейська партія Вірменії виступає за членство Вірменії в НАТО, тоді як Партія вірменського національного руху закликає розвивати глибші відносини з НАТО.

## Двосторонні візити
| Країни-члени НАТО Країни, які перебувають у процесі вступу Країни, яким обіцяли запрошення | Членство не є метою Країни, які не оголосили про свої наміри членства |

Країни-члени НАТО
Країни, які перебувають у процесі вступу
Країни, яким обіцяли запрошення
Членство не є метою
Країни, які не оголосили про свої наміри членства

У 1999 році президент Вірменії Роберт Кочарян взяв участь у 50-му ювілейному саміті НАТО у Вашингтоні, округ Колумбія. У 2001 році Генеральний секретар НАТО Джордж Робертсон відвідав Вірменію. У 2005 році Роберт Кочарян провів зустрічі в штаб-квартирі НАТО в Бельгії. У 2008 році президент Серж Саргсян відвідав зустріч НАТО в Румунії, а також зустрівся з генеральним секретарем Яапом де Хооп Схеффером у Бельгії пізніше того ж року. У 2009 році Вірменію відвідав Клаудіо Бізоньєро, заступник генерального секретаря. У 2010 році Серж Саргсян провів зустріч у штаб-квартирі НАТО. У 2012 році генеральний секретар НАТО Андерс Фог Расмуссен відвідує Вірменію і зустрічається з Сержем Саргсяном. У 2014 році Серж Саргсян бере участь у зустрічі держав-членів і партнерів НАТО. У 2017 році Серж Саргсян проводить переговори з генеральним секретарем НАТО Єнсом Столтенберґом. У 2018 році прем'єр-міністр Нікол Пашинян бере участь у саміті НАТО в Брюсселі. У 2019 році спеціальний представник НАТО на Кавказі та Центральній Азії Джеймс Аппатурай відвідав Вірменію і зустрівся з президентом Арменом Саркісяном та іншими високопоставленими посадовими особами. 26 квітня 2022 року Спеціальний представник Генерального секретаря НАТО з питань Кавказу та Центральної Азії Хав’єр Коломіна Піріз зустрівся із заступником міністра закордонних справ Вірменії Ваге Геворгяном. Сторони обговорили поглиблення співпраці між НАТО та Вірменією.